# 皮奇萊克 (紐約州)
皮奇萊克（英語：Peach Lake）是位於美國紐約州帕特南縣及西徹斯特縣的普查規定居民點。

## 人口
根據2020年美國人口普查的數據，皮奇萊克的面積為6.95平方千米，當中陸地面積為5.96平方千米，而水域面積為0.98平方千米。當地共有人口1885人，而人口密度為每平方千米271.22人。